# Vorobiovka (Calmúquia)
|  | Per a altres significats, vegeu «Vorobiovka». |

Vorobiovka (en rus: Воробьёвка) és un poble de Calmúquia, a Rússia, segons el cens del 2021 tenia 864 habitants. Pertany al districte municipal de Priiútnoie.